# Wicked!
Wicked! (englisch für: geil!) ist das dritte Studioalbum der deutschen Dance-Band Scooter. Es erschien am 24. Oktober 1996 über die Labels Club Tools und Edel Music.

## Produktion
Das Album wurde von dem Produzententeam The Loop!, bestehend aus Hans Peter Geerdes, Hendrik Stedler, Jens Thele und Sören Bühler, produziert.

## Covergestaltung
Das Albumcover zeigt die damaligen drei Bandmitglieder Rick J. Jordan, H. P. Baxxter und Ferris Bühler, die den Betrachter ansehen. Im unteren Teil steht der Titel Wicked! einmal groß in Weiß und einmal klein in Braun. Der braune Schriftzug Scooter befindet sich am oberen Bildrand. Der Hintergrund ist hellblau gehalten.

## Titelliste
| #  | Titel                      | Länge |
| -- | -------------------------- | ----- |
| 1  | Wicked Introduction        | 1:49  |
| 2  | I’m Raving                 | 3:25  |
| 3  | We Take You Higher         | 4:22  |
| 4  | Awakening                  | 4:26  |
| 5  | When I Was a Young Boy     | 3:59  |
| 6  | Coldwater Canyon           | 5:15  |
| 7  | Scooter Del Mar            | 4:58  |
| 8  | Zebras Crossing the Street | 4:58  |
| 9  | Don’t Let It Be Me         | 3:59  |
| 10 | The First Time             | 5:27  |
| 11 | Break It Up                | 3:36  |

## Chartplatzierungen und Singles
Wicked! stieg am 11. November 1996 auf Platz 22 in die deutschen Charts ein und belegte in den folgenden Wochen die Ränge 32 und 34. Insgesamt hielt sich das Album 16 Wochen in den Top 100. Auch in Österreich, der Schweiz und im Vereinigten Königreich erreichte das Album die Charts.
Besonders die erste Single I’m Raving, die eine Coverversion des Lieds Walking in Memphis von Marc Cohn ist, war kommerziell erfolgreich. Der Track belegte in Deutschland Platz 4 und wurde für mehr als 250.000 Verkäufe mit einer Goldenen Schallplatte ausgezeichnet. Als zweite Auskopplung wurde der Song Break It Up veröffentlicht, der Position 15 der deutschen Charts erreichte.